# Coppa de Corse
Pour un article plus général, voir Coppa.
 (septembre 2022).
La coppa de Corse est une salaison d'origine corse élaborée à partir d'échine de porc désossée, salée, séchée et affinée. Elle se consomme crue.

## Un produit spécifique protégé par une AOP
La coppa est un produit élaboré à partir de viande porcine issue d’animaux de race nustrale exclusivement, salé, séché et affiné. La Coppa di Corsica (coppa de Corse) doit être affinée durant au moins 5 mois. 
Elle est protégée au niveau européen par une AOP publiée le 16 mars 2013.

## Description qualitative
La « Coppa di Corsica ou Coppa de Corse » a une consistance assez ferme au toucher. Au tranchage, le gras intermusculaire est visible. La tranche est homogène, d’une couleur rouge rosée à rouge soutenue et persillée. Sa texture varie de sèche à souple. Agréable et très parfumée, la viande garde une bonne onctuosité, un bouquet aromatique complexe et un léger goût fumé est possible,.

## Présentation
Cette charcuterie de forme cylindrique, constituée de l’échine du porc, a une longueur comprise entre 25 et 35 centimètres et pèse entre 0,8 et 2,2 kg. Elle se présente dans un boyau naturel et ficelé, elle est toujours poivrée et salée à sec.